# スティーブ・バーク
スティーブン・B・バーク（Stephen B. Burke、1958年8月14日 - ）は、アメリカ合衆国の実業家。コムキャスト上級執行副社長、NBCユニバーサルCEOを務めた。

## 来歴
ニューヨーク州ブロンクスビル出身。1980年にコルゲート大学を経て、1982年にハーバード・ビジネス・スクールでMBAを取得した。
ゼネラルフーヅの朝食食品部門のアソシエイトプロダクトマネージャーでキャリアをスタートさせた。1986年、ウォルト・ディズニー・カンパニーに入社した。1992年から1996年まではユーロ・ディズニーの社長兼COOを務めた。1996年にディズニーがABCを買収後、ABCの執行副社長に任命され、1997年にはABCの社長に任命された。
1998年、ディズニーを退職し、コムキャスト・ケーブルの社長に就任した。2010年、コムキャストとゼネラル・エレクトリックの合併完了後、NBCユニバーサルのCEOに就任することを発表した。2011年にコムキャストとGEがコムキャストとNBCユニバーサルの放送資産の統合が完了後、コムキャストのCOOを退任し、NBCユニバーサルのCEOに就任した。
2018年、ディズニーによる21世紀フォックスの買収で入札合戦から撤退後、コムキャストによるスカイUKの買収を主導した。2019年1月、NBCユニバーサルがスカイUKの既存のOTTプラットフォームを使用するストリーミングサービス（後にPeacockと名付けけられる）を2020年に開始する計画を発表した。
2020年1月1日、NBCユニバーサルのCEOを退き、同社の会長に就任し、同社がアメリカでの放映権を持つ2020年東京オリンピック・パラリンピックが終了するまで会長を務めた。同社の後任CEOにはジェフ・シェルが就任した。

## 人物
1983年7月23日にグレッチェン・ホードリーと結婚した。子供が5人いる。